# Puchar Świata w Zapasach 1991
Zawody Pucharu Świata w 1991 roku
- w stylu klasycznym mężczyzn rywalizowano pomiędzy 9 a 10 listopada w Salonikach (Grecja).
- w stylu wolnym mężczyzn w dniach 6–7 kwietnia w Toledo (Stany Zjednoczone).

## Styl klasyczny

### Ostateczna kolejność drużynowa
| Poz. | Państwo           |
| ---- | ----------------- |
|      | ZSRR              |
|      | Stany Zjednoczone |
|      | Grecja            |
| 4.   | Korea Południowa  |
| 5.   | Egipt             |

### Klasyfikacja indywidualna
| Waga   |                              |                                                                              |                                     | 4                                 | 5                                     |
| ------ | ---------------------------- | ---------------------------------------------------------------------------- | ----------------------------------- | --------------------------------- | ------------------------------------- |
| 48 kg  | Kwan Duk-Yong                | Essengueldi Batyrgarin                                                       | Mark Fuller                         | Nadżib Ahmad                      | ----                                  |
| 52 kg  | Samwieł Danijelan            | Shawn Sheldon                                                                | Min Gyeong-gap                      | Georgios Pastrafidis              | Madżdi Mahmud Jusuf                   |
| 57 kg  | Boris Ambarcumow Si Jin-chul | ----                                                                         | Frank Famiano                       | Imad ad-Din al-Asar               | Ioannis Pourpoutidis                  |
| 62 kg  | Heo Byeong-ho                | Ike Anderson Kostas Arkudeas Ahmad Kamil Muhammad Husajn Aristidis Rumbenian | ----                                | ----                              | ----                                  |
| 68 kg  | Husam ad-Din Hamid           | Kim Seong-mun                                                                | Oleg Tokariew                       | Anagnostis Likidis                | Andy Seras                            |
| 74 kg  | Bisołt Diecyjew              | Gordy Morgan                                                                 | Muhammad al-Chudari                 | Fotios Bamiatzoglou               | Mohamed Abdel-Azim 6. Christos Pageas |
| 82 kg  | Viktor Malov                 | Derrick Waldroup Leonidas Papas                                              | ----                                | Muhji ad-Din Abd al-Haris Ramadan | Antonius Tsamesidis                   |
| 90 kg  | Gogi Koguaszwili             | Mustafa Abd al-Haris Ramadan                                                 | Randy Couture                       | Eom Jin-han                       | Jordanis Konstandinidis               |
| 100 kg | Ibragim Szowchałow           | Dennis Koslowski                                                             | Dimitrios Tsekieridis               | Ali Dżabr                         | -----                                 |
| 130 kg | Matt Ghaffari                | Serghei Mureico                                                              | Hasan al-Haddad Nikolaos Sofianidis | ----                              | Panajotis Pikilidis                   |

## Styl wolny

### Ostateczna kolejność drużynowa
| Poz. | Państwo           |
| ---- | ----------------- |
|      | Stany Zjednoczone |
|      | ZSRR              |
|      | Korea Południowa  |
| 4.   | Kuba              |
| 5.   | Kanada            |
| 6.   | Nigeria           |

### Klasyfikacja indywidualna
| Waga   |                   |                     |                   | 4               | 5                     | 6             |
| ------ | ----------------- | ------------------- | ----------------- | --------------- | --------------------- | ------------- |
| 48 kg  | Kim Jong-sin      | Aldo Martínez       | Cory Blaze        | Andres Matiunov | Miramad Quirizadah    | ----          |
| 52 kg  | Zeke Jones        | Kim Seon-hak        | Siergiej Zambałow | Alfredo Leyva   | Christopher Woodcroft | ----          |
| 57 kg  | Siarhiej Smal     | Robert Dawson       | Joe Melchiore     | Kim Man-kee     | ----                  | ----          |
| 62 kg  | John Smith        | Enrique Valdez      | Marty Calder      | Niazbek Antuev  | No Gyeong-seon        | Idris Jimoh   |
| 68 kg  | John Giura        | Chris Wilson        | Jesús Rodríguez   | Go Yeong-ho     | Boris Budajew         | ----          |
| 74 kg  | Gamzat Khazamov   | Park Jang-soon      | Gary Holmes       | Eugenio Montero | Rob Koll              | ----          |
| 82 kg  | Royce Alger       | Sajgid Katinowasow  | Orlando Hernández | Lee Dong-woo    | Enekpedekumoh Okporu  | David Hohl    |
| 90 kg  | Chris Campbell    | Siergiej Kowalewski | Wilfredo Morales  | Gregory Edgelow | Oh Hyo-chul           | Victor Kodei  |
| 100 kg | Leri Chabiełow    | Kim Tae-u           | Kirk Trost        | Ángel Anaya     | Gavin Carrow          | Martins Ubaha |
| 130 kg | Bruce Baumgartner | Zaza Turmanidze     | Jeff Thue         | Domingo Mesa    | Cho Byung-eun         | Jackson Bidei |